# Équante
On qualifie d' équante (du latin aequus, égal) ou d'isotrope un maillage de structures cristallines ou une texture dans laquelle les cristaux n'ont pas d'orientation prédominante. Cette terminologie est surtout utilisée pour les roches grenues, où les cristaux sont visibles à l'œil nu.
Ce terme venant du latin aequus (égal) signifie qu'une roche qualifiée d'équante comprend des minéraux qui ont tous environ la même taille.
Nombre de granites sont de structure équante, tandis que les gneiss ne sont pas isotropes. Les cristaux de feldspath, quartz et mica y sont statistiquement répartis de façon égale et homogène sur l’ensemble de l’échantillon. C'est également le cas de certaines rhyolites.
Le terme « équante » s'oppose au terme « porphyroïde » : la roche porphyroïde présente des cristaux de grande taille mélangés à d’autres plus petits. Il s'oppose aussi aux textures dans lesquelles l'orientation des cristaux , quelle que soit leur taille, est particulière ex : structure orbiculaire.
Dans les ouvrages et articles en langue anglaise, la texture prend en compte la taille, l’aspect, l’arrangement des éléments constitutifs d’une roche, la structure s’appliquant davantage à l’échelle de l’affleurement. Un certain nombre de géologues et pétrographes français, opposent la texture qui décrit la distribution des minéraux au sein de la roche, notamment à l’échelle microscopique et la structure qui correspond à la disposition des minéraux  dans l'échantillonnage et à celle des roches dans leur contexte géologique.